# Aureliano Estévez
Aureliano Estévez Tamayo (Sabadell, Barcelona, España, 27 de agosto de 1949 — 14 de marzo de 2012) fue un futbolista español que se desempeñaba como defensa.

## Clubes
| Club             | País   | Año       |
| ---------------- | ------ | --------- |
| U. D. Las Palmas | España | 1969-1974 |
| C. D. Tenerife   | España | 1975      |
| U. D. Las Palmas | España | 1975-1983 |